# Junioreuropamästerskapen i simhopp 2023
Junioreuropamästerskapen i simhopp 2023 arrangerades mellan den 19 och 25 augusti 2023 i Rijeka i Kroatien. Det var den 49:e upplagan av junioreuropamästerskapen i simhopp.
Mästerskapet bestod av 17 grenar. Individuellt tävlade både damer och herrar i enmeterssvikt, tremeterssvikt och 10-metersplattform. De individuella tävlingarna var även uppdelade i kategori "A" för simhoppare mellan 16 och 18 år samt kategori "B" för simhoppare mellan 14 och 15 år. För både damer och herrar fanns det även synkroniserat parhopp i tremeterssvikten och 10-metersplattformen samt en mixed lagtävling.

## Medaljörer

### Herrar
| Gren                      | Guld                               | Guld   | Silver                                         | Silver | Brons                                    | Brons  |
| Åldersgrupp A             |                                    |        |                                                |        |                                          |        |
| 1 m svikt A               | Matej Nevešćanin Kroatien          | 499,60 | Jonathan Schauer Tyskland                      | 488,90 | Matteo Santoro Italien                   | 487,10 |
| 3 m svikt A               | Matteo Santoro Italien             | 588,55 | Matteo Cafiero Italien                         | 574,45 | Kyrylo Azarov Ukraina                    | 544,35 |
| 10 m plattform A          | Danylo Avanesov Ukraina            | 556,20 | Robbie Lee Storbritannien                      | 541,50 | Isak Børslien Norge                      | 526,00 |
| Åldersgrupp B             |                                    |        |                                                |        |                                          |        |
| 1 m svikt B               | Oliver Heath Storbritannien        | 376,55 | Martynas Lisauskas Litauen                     | 369,65 | Finn Awe Tyskland                        | 356,15 |
| 3 m svikt B               | Mark Hrytsenko Ukraina             | 460,15 | Oliver Heath Storbritannien                    | 428,65 | Martynas Lisauskas Litauen               | 428,10 |
| 10 m plattform B          | Jorden Fisher-Eames Storbritannien | 467,95 | Mark Hrytsenko Ukraina                         | 446,75 | Raffaele Pelligra Italien                | 369,80 |
| Synkroniserat parhopp A/B |                                    |        |                                                |        |                                          |        |
| Parhopp 3 m svikt         | Ukraina Kyrylo Azarov Maksym Mirza | 299,49 | Italien Matteo Santoro Matteo Cafiero          | 299,34 | Storbritannien Euan McCabe Leon Baker    | 298,53 |
| Parhopp 10 m plattform    | Tyskland Espen Prenzyna Ole Rösler | 291,12 | Storbritannien Jorden Fisher-Eames Noah Penman | 283,02 | Italien Simone Conte Romano Hao Jun Wang | 280,02 |

### Damer
| Gren                      | Guld                                     | Guld   | Silver                                       | Silver | Brons                                | Brons  |
| Åldersgrupp A             |                                          |        |                                              |        |                                      |        |
| 1 m svikt A               | Elisa Pizzini Italien                    | 404,35 | Rebecca Ciancaglini Italien                  | 397,80 | Emily Steinhagen Tyskland            | 379,35 |
| 3 m svikt A               | Elisa Pizzini Italien                    | 428,85 | Rebecca Ciancaglini Italien                  | 396,30 | Emily Steinhagen Tyskland            | 386,15 |
| 10 m plattform A          | Irene Pesce Italien                      | 367,25 | Luisa Arco Portugal                          | 351,15 | Cloe Gravalos Simón Spanien          | 346,65 |
| Åldersgrupp B             |                                          |        |                                              |        |                                      |        |
| 1 m svikt B               | Viola Bellato Italien                    | 312,10 | Vanessa Röhniß Tyskland                      | 301,85 | Beatrice Gallo Italien               | 298,35 |
| 3 m svikt B               | Karina Hlyzjina Ukraina                  | 341,35 | Beatrice Gallo Italien                       | 333,70 | Elly Ekebäck Sverige                 | 319,50 |
| 10 m plattform B          | Karina Hlyzjina Ukraina                  | 298,35 | Matilde Marzetti Italien                     | 292,30 | Sofiya Vystakina Ukraina             | 288,00 |
| Synkroniserat parhopp A/B |                                          |        |                                              |        |                                      |        |
| Parhopp 3 m svikt         | Storbritannien Evie Smith Tilly Brown    | 268,80 | Italien Rebecca Ciancaglini Elisa Pizzini    | 231,00 | Sverige Anna Torstensson Signe Stahl | 230,40 |
| Parhopp 10 m plattform    | Ukraina Diana Shevchenko Alisa Mieshkova | 245,13 | Storbritannien Juliette John Hannah Newbrook | 242,16 | Rumänien Ioana Cârcu Nazanin Ellahi  | 233,34 |

### Mixed
| Gren       | Guld                                                                 | Guld   | Silver                                                                         | Silver | Brons                                                        | Brons  |
| Lagtävling | Ukraina Karina Hlyzjina Kyrylo Azarov Mark Hrytsenko Danylo Avanesov | 377,10 | Tyskland Mathilda Wendland Jonathan Schauer Jazzelle Eikermann Jaden Eikermann | 354,90 | Spanien Ana Carvajal Hugo Rodríguez Marta Rubio Javier Arena | 310,90 |

## Medaljtabell
*   Värdland ( Kroatien)
| Nr                   | Nation               | Guld | Silver | Brons | Totalt |
| -------------------- | -------------------- | ---- | ------ | ----- | ------ |
| 1                    | Ukraina              | 7    | 1      | 2     | 10     |
| 2                    | Italien              | 5    | 7      | 4     | 16     |
| 3                    | Storbritannien       | 3    | 4      | 1     | 8      |
| 4                    | Tyskland             | 1    | 3      | 3     | 7      |
| 5                    | Kroatien*            | 1    | 0      | 0     | 1      |
| 6                    | Litauen              | 0    | 1      | 1     | 2      |
| 7                    | Portugal             | 0    | 1      | 0     | 1      |
| 8                    | Spanien              | 0    | 0      | 2     | 2      |
| 8                    | Sverige              | 0    | 0      | 2     | 2      |
| 10                   | Norge                | 0    | 0      | 1     | 1      |
| 10                   | Rumänien             | 0    | 0      | 1     | 1      |
| Totalt (11 nationer) | Totalt (11 nationer) | 17   | 17     | 17    | 51     |